# Hydromantes brunus
 (енгл. Limestone salamander) је водоземац из реда репатих водоземаца (Caudata) и породице безплућњака (Plethodontidae). 

## Распрострањење
Ареал врсте је ограничен на једну државу. Сједињене Америчке Државе су једино познато природно станиште врсте.

## Станиште
Станишта врсте су каменита и слатководна подручја.

## Угроженост
Ова врста се сматра рањивом у погледу угрожености врсте од изумирања.